# Dwojanka

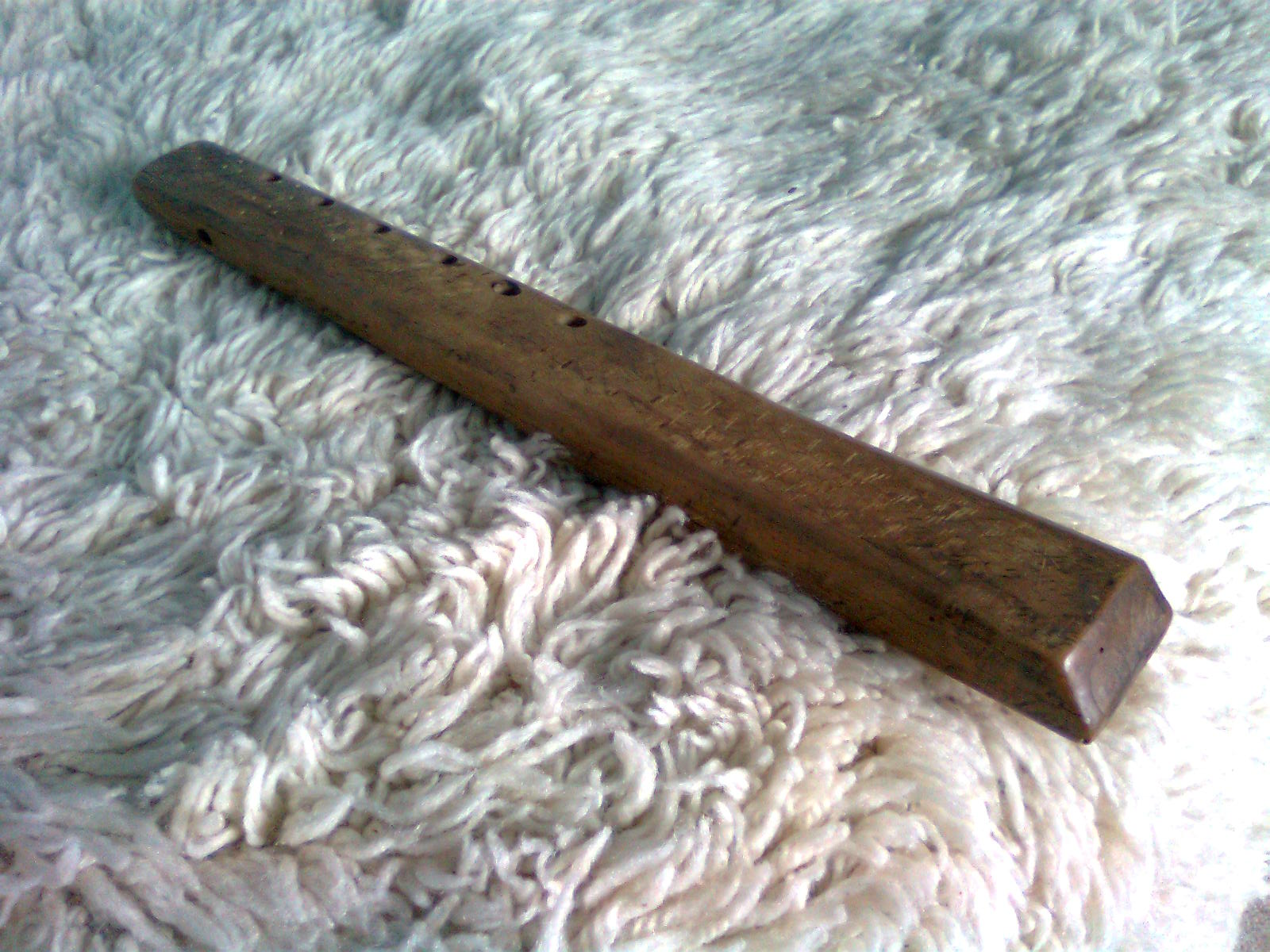
Dwojanka

Dwojanka (bulgarisch двоянка) ist eine seltene, aus Holz gefertigte zweistimmige Doppelflöte und nach Art der Tonerzeugung eine Schnabelflöte, die in der bulgarischen Volksmusik gespielt wird.

## Bauform
Die dwojanka besteht aus zwei Röhren in einem Holzstück. Mit der Bordunton-Flöte ohne Grifflöcher auf der einen Seite lässt sich  nur ein Ton spielen. Auf der Spielröhre mit sechs Fingerlöchern wird die Melodie geblasen. Der Tonumfang der Melodienröhre beträgt zwei Oktaven. Die Flöte wird meist aus Eschenholz, dem Holz des Pflaumenbaumes, des Birnbaums, Hartriegel-Holz oder Buchsbaum-Holz gefertigt.

## Verbreitung
Die dwojanka ist vor allem im westlichen und südwestlichen Bulgarien einschließlich von Teilen der Rhodopen verbreitet. In einigen Ortschaften Südwestbulgariens werden kleine Blasinstrumente, piski genannt, hergestellt. Es handelt sich um eine Variante der dwojanka. Die piska besteht aus zwei hohlen, etwa 10 cm langen Röhrchen, die aus Roggenstrohhalmen gefertigt sind. In die Vorderseite eines Röhrchens werden sechs Löcher gebohrt, in die Rückseite eines. Das andere Röhrchen wird ohne Bohrung benutzt. Der Spielende bläst in beide Pfeifen gleichzeitig: auf der ersten spielt er die Melodie, auf der zweiten einen ausgehaltenen Bordun-Ton. Der Tonumfang dieser Strohpfeife ist auf eine Sext beschränkt.
In Rumänien und der Republik Moldau heißt eine ähnlich gebaute Doppelflöte fluier gemănat. Die dwojanka ähnelt ferner der dvojnica, einem für Zentral- und Westserbien sowie den serbischen Gebieten entlang der Drina typischen Musikinstrument. Die dvojnica ist jedoch etwas anders gebaut und wird auf eine etwas andere Art gespielt. In der Ukraine ist die Doppelschnabelflöte dwodenziwka bekannt und in der Slowakei kommt die dvojačka in zwei unterschiedlichen Größen vor.

## Spielweise
Die Melodie wird auf der einen Flötenseite gespielt, während auf der anderen Seite der Flöte ein tiefer Ton zur Begleitung gespielt wird. Die Spielweise ähnelt ihrer Struktur nach der Musik, die mit einer kaval gespielt wird. Wie die kawal ist auch die dwojanka ein bevorzugtes Instrument der Schäfer. Reigentänze und lebhafte Melodien werden oft auf der dwojanka gespielt. Gewöhnlich wurde sie von Schafhirten zum Solospiel gebraucht. Schäfer dirigierten ihre Herde durch Spielen der dwojanka. Während sie eine bestimmte Melodie veranlasste vom Schafstall zur Weide zu gehen, brachte sie eine andere Melodie dazu, am Abend wieder in das Dorf zurückzugehen.
Die dwojanka produziert in der üblichen Spielweise eine diatonische Tonleiter. Ihr Ton ist verhältnismäßig schwach. Sie stellt eine Doppelversion der Schnabelflöten duduk oder swirka dar. Bulgarische Volksmusikinstrumente sind entweder so gebaut, dass sie trotz der vorherrschenden Monophonie zwei Töne zugleich hervorbringen können oder sie werden paarweise eingesetzt.